# Улица Бориса Литвака
Улица Бориса Литвака — улица в Одессе, в историческом центре города, от Успенской до Малой Арнаутской улицы.

## История
Историческое название улицы — Мещанская — связано с сословным делением одесского населения (наряду с Мещанской в Одессе существовали Дворянская и Княжеская улицы), есть мнение, что название связано с находившимися здесь органами мещанского самоуправления.
До 2018 года улица носила название в честь Евгения Заславского (1844—1878) — организатора «Южнороссийского союза рабочих» в Одессе.
Современное название улица получила в честь почётного гражданина Одессы и Одесской области Бориса Литвака (1930—2014).

## Известные жители
Художник Леонид Пастернак